# Provinz Berkane

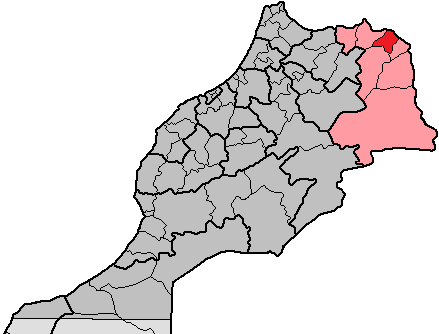
Provinz Berkane in der ehemaligen Region Oriental

Berkane (arabisch إقليم بركان, Zentralatlas-Tamazight ⵜⴰⵙⴳⴰ ⵏ ⴱⵔⴽⴰⵏ Tasga n Brkan) ist eine Provinz in Marokko. Sie gehört zur Region Oriental und liegt im Nordosten des Landes an der Grenze zur algerischen Provinz Tlemcen. Im Norden grenzt sie an das Mittelmeer, im Nordwesten an die Provinz Nador, im Süden an die Präfektur Oujda-Angad. Bei der Volkszählung 2014 hatte die Provinz 289.137 Einwohner bei einer Fläche von 1804 km².

## Bevölkerung
Die zumeist berberischstämmige Bevölkerung spricht größtenteils Marokkanisches Arabisch. In Berkane und Saidia werden in der Regel auch Französisch und Englisch verstanden.

## Wirtschaft
Die Landwirtschaft bestimmt das Leben in den Dörfern des Hinterlandes; Kleinhandel und Handwerk dominieren in den Städten. An der Küste bei Saidia entwickelt sich der Bade- und Strandtourismus.

## Größte Orte

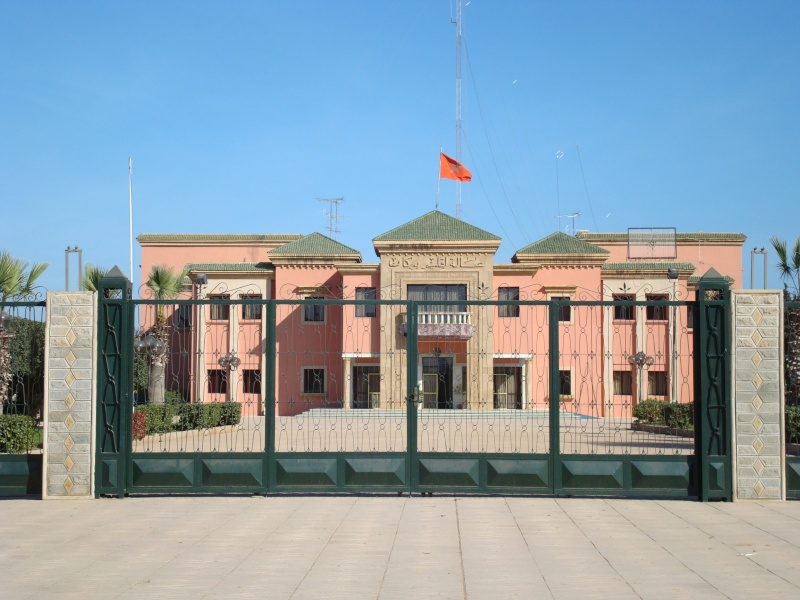
Berkane, Präfektur

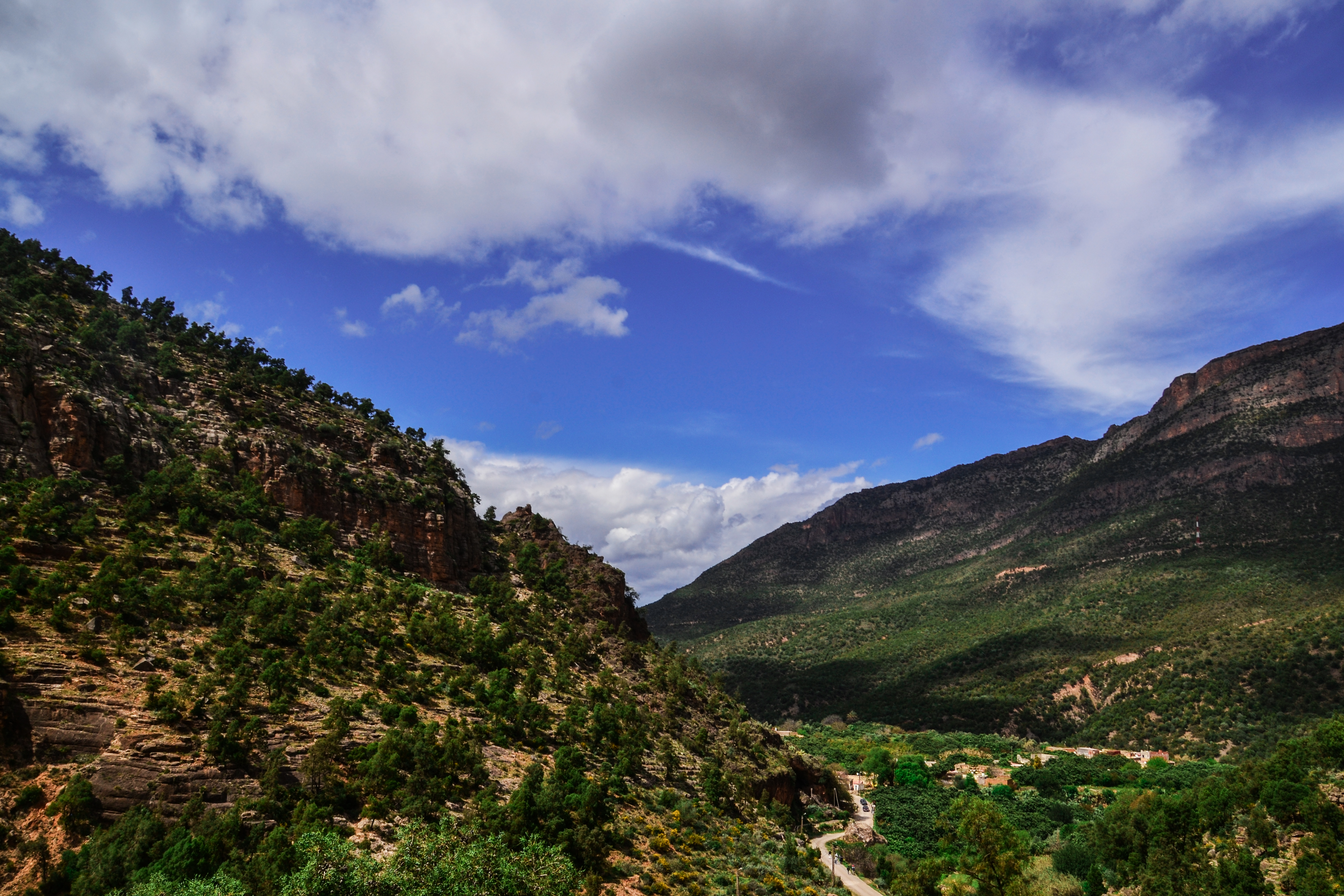
Landschaft im östlichen Rif-Gebirge zwischen Berkane und Oujda

Die Provinz umfasst 6 Städte (M) und 10 Landgemeinden (communes rurales) mit insgesamt etwa 290.000 Einwohnern.
| Gemeinde                    | Einwohner 1994 | Einwohner 2004 | Einwohner 2014 |
| --------------------------- | -------------- | -------------- | -------------- |
| Berkane (M)                 | 77.026         | 80.012         | 109.237        |
| Saidia (M)                  | 2.563          | 3.338          | 8.780          |
| Sidi Slimane Echcharraâ (M) | 16.518         | 22.904         | 30.202         |
| Aklim (M)                   | 7.992          | 8.969          | 9.695          |
| Ahfir (M)                   | 20.508         | 19.482         | 19.630         |
| Ain Erreggada (M)           | 3.228          | 2.983          | 2.694          |
| Aghbal                      | 12.337         | 13.809         | 14.908         |
| Fezouane                    | 7.507          | 10.304         | 5.089          |
| Laâtamna                    | 14.640         | 15.493         | 13.996         |
| Madagh                      | 13.418         | 13.980         | 14.486         |
| Boughriba                   | 21.793         | 20.560         | 20.513         |
| Chouihia                    | 12.795         | 12.539         | 12.245         |
| Rislane                     | 6.008          | 5.195          | 4.265          |
| Sidi Bouhria                | 5.901          | 5.400          | 4.525          |
| Tafoughalt                  | 3.787          | 3.150          | 2.735          |
| Zegzel                      | 24.260         | 32.210         | 16.137         |
| Summen                      | 250.715        | 270.328        | 289.137        |